# Madeleine Ouellette-Michalska
Madeleine Ouellette-Michalska (Saint-Alexandre-de-Kamouraska, 27 maggio 1930) è una scrittrice canadese.
Ha studiato nell'Université de Montréal, nell'Université du Québec e nell'Université de Sherbrooke (dottorato) Ha lavorato come contributora per Perspectives e Le Devoir.

## Opere
- 1979: La Femme de sable
- 1981: Entre le souffle et l'aine
- 1981: L'Échappée de discours de l'œil
- 1984: La Maison Trestler
- 1985: La Tentation de dire
- 1987: L'Amour de la carte postale — Le Plat de lentilles — La Danse de l'amante
- 1989: La Fête du désir
- 1992: Léo-Paul Tremblé
- 1993: L'Été de l'île de Grâce
- 1997: La Passagère
- 1999: Les Sept Nuits de Laura
- 2000: L'Amérique un peu
- 2002: Le Cycle des migrations
- 2006: L'Apprentissage
- 2007: Autofiction et dévoilement de soi

## Premi
- 1981 - Prix du Gouverneur général
- 1984 - Finaliste du Prix du Gouverneur général
- 1984 - Prix Molson du roman, La Maison Tresler ou le 8ème jour d'Amérique
- 1985 - Membre de l'Académie des lettres du Québec
- 1993 - Prix Jean-Hamelin, L'Été de l'île de Grâce
- 1993 - Prix Arthur-Buies
- 1998 - Médaille d'or de la Renaissance française
- 2002 - Grand Prix littéraire de la Montérégie